# 水槽肉芽腫
水槽肉芽腫（すいそうにくげしゅ、英: aquarium granuloma、fish tank granuloma）、またはプール肉芽腫（プールにくげしゅ、英: swimming pool granuloma）は、非結核性抗酸菌のマイコバクテリウム・マリナム（Mycobacterium marinum、以下M. marinum）が引き起こす稀な皮膚疾患である。
M. marinumによる人への皮膚感染は比較的稀で、通常、汚染されたプールや水槽（アクアリウム）、罹患魚への接触により起こる。

## 徴候と症状
水槽肉芽腫は、感染部位にゆっくりと進行する炎症性の赤い発疹（結節や斑）として顕れる。痛みや痒みを伴う皮膚病変を特徴とし、潰瘍やかさぶたになることが多い。皮膚の変化は通常、汚染水への曝露から3週間後に起こる。
水槽からの感染ではしばしば利き手が罹患する。またプールからの感染では、肘や膝、足、鼻の頭など、外傷を負い易い身体部位へ症状が発現する。

## 原因
人への感染が発現するには、(1) 汚染水への曝露と、(2) 皮膚への擦りむきや外傷の二つの要因が必要である。したがって、水槽を洗浄したりや観賞魚を手で取り扱う人々や、濡れた場所で作業する人々に多く感染が見られる。
過密な魚と温水を伴ったアクアリウムは、病原菌に対し特に好適な条件であると考えられ、水槽肉芽腫への感染の機会が増す。
プール肉芽腫はプールに対する塩素消毒が不十分な場合に起こり得る。

## 診断
水槽肉芽腫の臨床症状は比較的に非特異的である。したがって、蜂巣炎や異物反応、皮膚がん、真菌や寄生虫への感染など、より一般的な皮膚疾患が先ず検討される。概して、この稀な皮膚感染症は検討対象から漏れ、診断と治療が遅れがちである。
M. marinaumを検出する臨床検査は培養による。スワブで拭ったものや試料を採取し、実験室で培養するのである。M. marinusの培養はかなり難しく、結果が出るのに数週間を要する。活動性感染があっても、培養の結果が陰性になることも多い。特に、患者の病歴から魚や水槽への過去の接触が疑われる場合には、例え検査結果が陰性だったとしても治療が考慮される。
培養検査が陽性でない場合、皮膚や組織の生検が顕微鏡下での病理診断を行う上で有用である。病原菌検出のための代替手段として、PCR法も使うことができる。PCR法を用いれば、生検試料だけでも病原菌の正確な種類を検出するのに十分である。

## 予防
- 傷口の開いた切り傷や擦り傷、潰瘍がある場合、淡水中や海水中（特に病原菌の生息が知られている水域）での活動を控える[4]。
- 魚（特に、手や皮膚を切り得る鋭い棘を持ったもの）を洗ったり処理したりする時には厚手の手袋（革製や厚手の綿製）を着用する[4]。
- 家庭用アクアリウムや水槽の掃除の際は、防水手袋を着用する[4]。手袋を着用した場合でも、水槽の洗浄後は石鹸と流水を用いて手と前腕をよく洗う[4]。
- プールの定期的で十分な塩素消毒を確実に行い、生息し得る細菌を全て殺菌する[4]。

## 治療
治療には抗生物質を用いる。M. marinumは多剤耐性を有する傾向が高いため、単一の薬剤による治療は一般にあまり有効ではない。特定の組み合わせの薬剤が感染に対して効果を及ぼすまでに、最大で6種類の異なる抗菌療法が必要になる場合も多い。この抗生物質の組み合わせは、皮膚の生検と培養検査の結果に基づいて決められる.。治療は最大で数カ月にも及ぶ。
病変が抗生物質を用いても消えない場合は、壊死した組織を手術で取り除くことが必要になることもある。これにより、傷の治癒が助けられる。

## 疫学
M. marinumへの感染症は接触感染しない。すなわち、人から人へと伝染し広がることはない。また、他の細菌のように院内感染を起こすこともない。